# ゲーマーズ
ゲーマーズは、株式会社アニメイトの子会社である株式会社カードラボが運営するキャラクターグッズを中心としたフィギュアおよびそれら関連商品のホビーショップ。かつては株式会社ゲーマーズによる運営だった。

## 概要
1996年に株式会社ブロッコリーの小売店舗として東京・池袋に第1号店を開店。現在は秋葉原の本店をはじめ、東京都区部・政令指定都市を中心に16店舗を展開している。

元々はブロッコリーの中核事業として位置づけられていたが、急激な店舗網の拡大による費用負担、度重なる人気の読み違いによる不良在庫の増加などで年々赤字がかさむようになり、数度に渡り外部による資本参加が行われた。
最終的には2008年1月にブロッコリーがライバル関係にあった株式会社アニメイトと資本・業務提携を締結し、新店舗の共同出店や既存店運営の相互協力、新商品の共同開発、物流システムの効率化を進めていくこととなった。
この業務提携の背景には、両社が旗艦店を置く秋葉原や池袋などにアニメ・コミック関連商品を扱う他社店が続々進出して競争が激化したこと、また男性向け商品に強みを持つブロッコリーと女性向け商品に強みを持つアニメイトが提携することで、顧客層の相互補完ができるという狙いがあった。
2008年、合弁会社として、株式会社アニブロを設立し、ゲーマーズの店舗は経営はブロッコリーのままアニブロが運営することとなり、一部店舗を除き順次店舗のブランド名を「アニブロゲーマーズ」に転換していった。
その後ブロッコリーの経営はコンテンツビジネスが主軸となり、一方で小売事業が経営の足かせとなっていた。また、将来の成長性も見込めないことから、2011年3月に小売事業からの撤退を発表し、2011年6月に「ゲーマーズ」全店舗及びアニブロの全保有株式をアニメイトに譲渡した。その後、ブロッコリーはアニメイトとの提携を活かし、女性向けの企画も行うようになり、それらグッズをアニブロを通じて全国のアニメイトにて販売を始めている。
2014年にアニブロが株式会社ゲーマーズに商号変更、店舗ブランド名も「ゲーマーズ」に戻された。
2021年11月1日付で運営会社が株式会社ゲーマーズから、カードゲームショップを運営している株式会社カードラボに移管された。同日以降の株式会社ゲーマーズの扱いは不明。
マスコットキャラクターは1998年制定の「デ・ジ・キャラット」。ブロッコリーが小売事業から離れた2011年以降も、キャラクターとしての著作権はブロッコリーが保持しつつ、店舗およびネット通販、Xの店舗アカウント用アイコンにおいてキャラクターのイラストが用いられている。

## 沿革
- 1994年3月 - 株式会社ブロッコリー設立。
- 1996年7月 - ゲーマーズ1号店を東京・池袋に開店。
- 1999年11月 - 東京・秋葉原中央通り沿いにゲーマーズ本店を開店。
- 2003年4月 - ゲーマーズ本店を秋葉原中央通りから 秋葉原駅前に移転。
- 2008年1月 - ブロッコリー、株式会社アニメイトと業務・資本提携を締結、アニメイトが主要株主になると共に、合弁会社「株式会社アニブロ」を設立、新ブランドでの店舗の共同展開や商品開発・システムの効率化を行うと発表。
- 2008年3月 - アニブロゲーマーズ一号店を池袋に開店。
- 2008年4月 - 秋葉原本店を「AKIHABARAゲーマーズ」として改名、本店としての位置付けは変わらず。
- 2008年4月 - アニブロゲーマーズ二号店を名古屋に開店（旧ゲーマーズ名古屋店）。
- 2008年5月 - アニブロゲーマーズ三号店を町田に開店（旧ゲーマーズ町田店）。
- 2008年5月 - アニブロゲーマーズ四号店をなんばに開店（旧ゲーマーズなんば店）。
- 2008年7月 - AKIHABARAゲーマーズが店舗拡張し、アニブロゲーマーズとしてリニューアルオープン。
- 2008年8月 - ゲーマーズの大半の店舗をアニブロゲーマーズに業態変更すると発表[3]。
- 2011年3月 - ブロッコリー、小売り事業をアニメイトに売却すると発表。
- 2011年6月 - アニメイトがアニブロの株式を全取得するとともに、ゲーマーズ全店舗及び通販サイトを始めとするブロッコリーの小売事業を取得。
- 2014年 - 商号を株式会社ゲーマーズに変更。
- 2021年11月1日 - ゲーマーズの運営事業を株式会社カードラボに移管[1]。

## 店舗

### 直営店
| 都道府県 | 所在地             | 店舗名                          | 開店日         | 備考 |
| -------- | ------------------ | ------------------------------- | -------------- | --- |
| 北海道   | 札幌市             | 札幌店                          | 2002年2月16日  | 札幌エスタ9階、ナムコワンダーパーク札幌内に開店（店舗面積：514.80m2）。その後、2007年10月18日に狸小路近隣のパラカパーキング101ビル1階に移転する（店舗面積：509.09m2） も、翌2008年9月20日には丸井今井一条館向かいの第5藤井ビル2階に再移転し（店舗面積：279.66m2）、アニブロゲーマーズに業態を変更。さらに、2015年6月27日には、アニメイトやメロンブックスなどのアニメ専門店が数多く入居する、丸大ビルの5Fに移転。2020年6月27日に丸大ビル地下1Fに移転、2022年12月16日には丸大ビル4Fに移転した。2023年9月から通販で予約した商品の受け取りのみの店舗となった。 |
| 宮城県   | 仙台市             | 仙台店                          | 2001年11月29日 | クリスロード内のガレリアビル5階に開店。その後、2007年9月15日に同じくクリスロード内の三経60ビル5階に移転するも、翌2008年7月19日に青葉通りのらしんばん仙台店が入居する中央古久根ビル3階に再移転し、アニブロゲーマーズに業態変更。2015年1月24日に仙台駅西口に位置するEBeanSにアニメイト仙台店やらしんばん仙台店とともに移転。2025年2月21日にリニューアルオープンし、ラブライブ!シリーズの商品を扱う「スクールアイドルスペース」が併設されている。 |
| 東京都   | 千代田区（秋葉原） | 本店2号館                       | 2002年7月23日  | 2002年7月23日に本店2号館を開店。2003年4月7日から「2代目」秋葉原本店に名称変更。2008年7月15日には、これまでの本店（アニメ館）の隣接地に建設されたビルに入居（ゲーム館）。ゲームフロアのみ先行オープンしていたが、2008年7月22日に全館オープンを迎えた。同日から本店としての位置づけはそのまま維持しつつAKIHABARAゲーマーズ本店に名称を変更。店舗リニューアルとともにアニブロゲーマーズに業態変更した。末広町駅前から事実上移転。アニメ館・ゲーム館をあわせた延床面積の合計は2,388m2となり、両館の間は複数階で連結されている。ゲーム館は中央通り沿いに面しており、2003年4月に現在地に移転してから5年ぶりに中央通り沿いに店舗を構えることとなった。しかし、売上が伸び悩んだため2009年9月30日にゲーム館を閉鎖、結局元の規模に縮小している。2007年12月から1階のみ22時まで営業している。ゲーム館が入っていたビルの塔屋には、ゲーマーズ撤退後も長らく「でじこ」をあしらった看板があったが、2015年5月にビルの所有者である宝田無線の看板に差し替えられた。『令和のデ・ジ・キャラット』ではこの現在の本店が舞台とされている。 |
| 東京都   | 千代田区（秋葉原） | 秋葉原本店（2代目）             | 2003年4月7日   | 2002年7月23日に本店2号館を開店。2003年4月7日から「2代目」秋葉原本店に名称変更。2008年7月15日には、これまでの本店（アニメ館）の隣接地に建設されたビルに入居（ゲーム館）。ゲームフロアのみ先行オープンしていたが、2008年7月22日に全館オープンを迎えた。同日から本店としての位置づけはそのまま維持しつつAKIHABARAゲーマーズ本店に名称を変更。店舗リニューアルとともにアニブロゲーマーズに業態変更した。末広町駅前から事実上移転。アニメ館・ゲーム館をあわせた延床面積の合計は2,388m2となり、両館の間は複数階で連結されている。ゲーム館は中央通り沿いに面しており、2003年4月に現在地に移転してから5年ぶりに中央通り沿いに店舗を構えることとなった。しかし、売上が伸び悩んだため2009年9月30日にゲーム館を閉鎖、結局元の規模に縮小している。2007年12月から1階のみ22時まで営業している。ゲーム館が入っていたビルの塔屋には、ゲーマーズ撤退後も長らく「でじこ」をあしらった看板があったが、2015年5月にビルの所有者である宝田無線の看板に差し替えられた。『令和のデ・ジ・キャラット』ではこの現在の本店が舞台とされている。 |
| 東京都   | 千代田区（秋葉原） | AKIHABARAゲーマーズ本店         | 2008年7月22日  | 2002年7月23日に本店2号館を開店。2003年4月7日から「2代目」秋葉原本店に名称変更。2008年7月15日には、これまでの本店（アニメ館）の隣接地に建設されたビルに入居（ゲーム館）。ゲームフロアのみ先行オープンしていたが、2008年7月22日に全館オープンを迎えた。同日から本店としての位置づけはそのまま維持しつつAKIHABARAゲーマーズ本店に名称を変更。店舗リニューアルとともにアニブロゲーマーズに業態変更した。末広町駅前から事実上移転。アニメ館・ゲーム館をあわせた延床面積の合計は2,388m2となり、両館の間は複数階で連結されている。ゲーム館は中央通り沿いに面しており、2003年4月に現在地に移転してから5年ぶりに中央通り沿いに店舗を構えることとなった。しかし、売上が伸び悩んだため2009年9月30日にゲーム館を閉鎖、結局元の規模に縮小している。2007年12月から1階のみ22時まで営業している。ゲーム館が入っていたビルの塔屋には、ゲーマーズ撤退後も長らく「でじこ」をあしらった看板があったが、2015年5月にビルの所有者である宝田無線の看板に差し替えられた。『令和のデ・ジ・キャラット』ではこの現在の本店が舞台とされている。 |
| 東京都   | 渋谷区             | 原宿ゲーマーズ                  | 2021年5月30日  | 開店時より当地を舞台とした『ラブライブ!スーパースター!!』とのオフィシャルタイアップを行っており、同作のグッズには当店にて限定発売・先行発売されるものもあるほか、“看板娘 唐可可”・“看板娘 米女メイ”のグッズも発売されている。 |
| 東京都   | 豊島区（池袋）     | ゲーマーズ池袋Bookstore         | 2023年10月6日  | カードラボ池袋店に併設。書籍・雑誌に特化した店舗。 |
| 東京都   | 港区（お台場）     | ODAIBAゲーマーズ                | 2019年10月2日  | デックス東京ビーチ内に出店。開店時より当地を舞台とした『ラブライブ!虹ヶ咲学園スクールアイドル同好会』とのオフィシャルタイアップを行っており、看板娘総選挙にて選ばれた優木せつ菜が看板娘となっている。同作のグッズには当店にて限定発売・先行発売されるものもあるほか、“看板娘 優木せつ菜”のグッズも発売されている。 |
| 石川県   | 金沢市             | 金沢ゲーマーズ                  | 2023年4月28日  | 石川県では2度目の出店。『「ラブライブ ! 蓮ノ空女学院スクールアイドルクラブ」オフィシャルタイアップショップ by ゲーマーズ』として出店し、当初は当地を舞台とした『ラブライブ!蓮ノ空女学院スクールアイドルクラブ』を中心にラブライブ！シリーズの商品のみを取り扱っていた。開店当初は金沢フォーラス4Fにて4月28日～9月3日までの期間限定の予定であったが、期間を延長 し、10月3日より同5Fに移転した。2024年3月1日より、金沢ゲーマーズに名称を変更し、現在はラブライブ！シリーズ以外の商品も扱っている。『蓮ノ空』のグッズには当店にて限定発売・先行発売されるものもあるほか、“看板娘 乙宗梢”のグッズも発売されている。 |
| 静岡県   | 沼津市             | 沼津店                          | 2016年2月27日  | 静岡県では2度目の出店となる。開店時より当地を舞台とした『ラブライブ!サンシャイン!!』とのオフィシャルタイアップを行っており、看板娘総選挙にて選ばれた津島善子が看板娘となっている。通称「ヌーマーズ リトルデーモン店」。同作のグッズには当店にて限定発売・先行発売されるものもあるほか、“看板娘 津島善子”のグッズも発売されている。 |
| 愛知県   | 名古屋市（大須）   | 名古屋店                        | 1999年9月25日  | 栄にて開業後、2005年4月に大須に移転。2008年4月18日に万松寺ビル1Fに移転し、アニブロゲーマーズに業態変更。 |
| 京都府   | 京都市             | ゲーマーズラボ アバンティ京都店 | 2022年9月9日   | JR京都駅駅前、カードラボアバンティ京都店内に併設。2024年2月から通販で予約した商品の受け取りのみの店舗となった。 |
| 大阪府   | 大阪市（難波）     | なんば店                        | 1999年1月30日  | 2008年5月にアニブロゲーマーズに業態変更。 |
| 福岡県   | 福岡市 （博多）    | 博多店                          | 1999年5月1日   | 博多バスターミナル7F。namco博多バスターミナル店に内包。2008年8月にアニブロゲーマーズに業態変更。 |
| 福岡県   | 北九州市 （小倉）  | 小倉店                          | 2012年4月27日  | あるあるCity3F。 |

このほか、和歌山のアニメ・ゲーム関連商品の専門店であるO-TRAPとも提携関係にある。また、アニメイトのフランチャイズ店舗であった徳島店（井上書房グループ）ではゲーマーズ商品の取り扱いがある。

### 閉鎖店舗
| 都道府県 | 所在地             | 店舗名                       | 開店日         | 備考 |
| -------- | ------------------ | ---------------------------- | -------------- | --- |
| 埼玉県   | さいたま市大宮区   | 大宮店                       | 2003年3月14日  | 2011年10月15日にアニメイト大宮店コミック館が入居するビルの3階に移転。同ビルの2階にはらしんばんが入居しているほか、隣接するビルにはアニメイト大宮店本館とメロンブックスが入居している。2008年8月にアニブロゲーマーズに業態変更。2024年1月31日閉店。 |
| 東京都   | 千代田区（秋葉原） | 秋葉原店（初代）             | 1997年5月      | 1997年5月に「初代」秋葉原店として開店。ゲーマーズ秋葉原進出第1号店である。ディスクマップのテナントとして1階奥のエレベーター前にて開店した。1997年12月、ディスクマップの倒産により他フロアへ増床。1998年6月に「スクエア店」に名称を変更。その後、併設されたコスパは現在も営業中。秋葉原で初の常設コスプレ喫茶「Piaキャロレストラン（1999年7月22日開店）→カフェ・ド・コスパ（2000年5月名称変更）は、後にコスパに営業が移管・譲渡されメイド喫茶「キュアメイドカフェ」として運営。ブラックゲーマーズ秋葉原店を2000年10月25日から同年11月26日までの期間限定オープン。2001年9月30日閉店。現在は入居していたビルにてタブリエ&コスパグループによって「ジーストア秋葉原店」として運営されている。 |
| 東京都   | 千代田区（秋葉原） | スクエア店                   | 1998年6月      | 1997年5月に「初代」秋葉原店として開店。ゲーマーズ秋葉原進出第1号店である。ディスクマップのテナントとして1階奥のエレベーター前にて開店した。1997年12月、ディスクマップの倒産により他フロアへ増床。1998年6月に「スクエア店」に名称を変更。その後、併設されたコスパは現在も営業中。秋葉原で初の常設コスプレ喫茶「Piaキャロレストラン（1999年7月22日開店）→カフェ・ド・コスパ（2000年5月名称変更）は、後にコスパに営業が移管・譲渡されメイド喫茶「キュアメイドカフェ」として運営。ブラックゲーマーズ秋葉原店を2000年10月25日から同年11月26日までの期間限定オープン。2001年9月30日閉店。現在は入居していたビルにてタブリエ&コスパグループによって「ジーストア秋葉原店」として運営されている。 |
| 東京都   | 千代田区（秋葉原） | ブラックゲーマーズ秋葉原店   | 2000年10月25日 | 1997年5月に「初代」秋葉原店として開店。ゲーマーズ秋葉原進出第1号店である。ディスクマップのテナントとして1階奥のエレベーター前にて開店した。1997年12月、ディスクマップの倒産により他フロアへ増床。1998年6月に「スクエア店」に名称を変更。その後、併設されたコスパは現在も営業中。秋葉原で初の常設コスプレ喫茶「Piaキャロレストラン（1999年7月22日開店）→カフェ・ド・コスパ（2000年5月名称変更）は、後にコスパに営業が移管・譲渡されメイド喫茶「キュアメイドカフェ」として運営。ブラックゲーマーズ秋葉原店を2000年10月25日から同年11月26日までの期間限定オープン。2001年9月30日閉店。現在は入居していたビルにてタブリエ&コスパグループによって「ジーストア秋葉原店」として運営されている。 |
| 東京都   | 千代田区（秋葉原） | セガゲーマーズ秋葉原店       | 不明           | ハイテクランドセガ秋葉原（後のセガ秋葉原1号店）の5階にあった店舗で、ゲーマーズ秋葉原進出2号店だった。秋葉原での1号店という誤った記事が見られるが、正確には「SEGAゲーマーズ」の「1号店」である。1998年6月閉店。 |
| 東京都   | 千代田区（秋葉原） | 秋葉原店（2代目）            | 1998年6月20日  | 1998年6月20日に「2代目」秋葉原店として開店。2002年7月23日から本店3号館にリニューアル。2003年4月7日に再び秋葉原店（3代目）になるが、2003年4月22日から秋葉原アウトレット店に名称変更された。2003年9月20日から秋葉原本店別館（ガチャ・美少女館）にリニューアルオープン。現本店の斜向かいの旧ミツウロコビル2階にあった。2005年6月閉店。 |
| 東京都   | 千代田区（秋葉原） | 本店3号館                    | 2002年7月23日  | 1998年6月20日に「2代目」秋葉原店として開店。2002年7月23日から本店3号館にリニューアル。2003年4月7日に再び秋葉原店（3代目）になるが、2003年4月22日から秋葉原アウトレット店に名称変更された。2003年9月20日から秋葉原本店別館（ガチャ・美少女館）にリニューアルオープン。現本店の斜向かいの旧ミツウロコビル2階にあった。2005年6月閉店。 |
| 東京都   | 千代田区（秋葉原） | 秋葉原店（3代目）            | 2003年4月7日   | 1998年6月20日に「2代目」秋葉原店として開店。2002年7月23日から本店3号館にリニューアル。2003年4月7日に再び秋葉原店（3代目）になるが、2003年4月22日から秋葉原アウトレット店に名称変更された。2003年9月20日から秋葉原本店別館（ガチャ・美少女館）にリニューアルオープン。現本店の斜向かいの旧ミツウロコビル2階にあった。2005年6月閉店。 |
| 東京都   | 千代田区（秋葉原） | アウトレット店               | 2003年4月22日  | 1998年6月20日に「2代目」秋葉原店として開店。2002年7月23日から本店3号館にリニューアル。2003年4月7日に再び秋葉原店（3代目）になるが、2003年4月22日から秋葉原アウトレット店に名称変更された。2003年9月20日から秋葉原本店別館（ガチャ・美少女館）にリニューアルオープン。現本店の斜向かいの旧ミツウロコビル2階にあった。2005年6月閉店。 |
| 東京都   | 千代田区（秋葉原） | 本店別館（ガチャ・美少女館） | 2003年9月20日  | 1998年6月20日に「2代目」秋葉原店として開店。2002年7月23日から本店3号館にリニューアル。2003年4月7日に再び秋葉原店（3代目）になるが、2003年4月22日から秋葉原アウトレット店に名称変更された。2003年9月20日から秋葉原本店別館（ガチャ・美少女館）にリニューアルオープン。現本店の斜向かいの旧ミツウロコビル2階にあった。2005年6月閉店。 |
| 東京都   | 千代田区（秋葉原） | 秋葉原本店（初代）           | 1999年11月25日 | 1999年11月25日に「初代」秋葉原本店として開店。2002年7月23日から本店1号館になる。末広町駅近くの新東ビルに入居していた。塔屋には「でじこ」をあしらった看板が掲げられ、「でじこビル」の愛称で知られた。駅前の本店2号館開店により秋葉原地区における旗艦店としての役目を終え、後に2号館へ吸収される。2003年4月6日閉店。現在はリバティー。 |
| 東京都   | 千代田区（秋葉原） | 本店1号館                    | 2002年7月23日  | 1999年11月25日に「初代」秋葉原本店として開店。2002年7月23日から本店1号館になる。末広町駅近くの新東ビルに入居していた。塔屋には「でじこ」をあしらった看板が掲げられ、「でじこビル」の愛称で知られた。駅前の本店2号館開店により秋葉原地区における旗艦店としての役目を終え、後に2号館へ吸収される。2003年4月6日閉店。現在はリバティー。 |
| 東京都   | 千代田区（秋葉原） | ぷちげま                     | 2012年2月11日  | 中央通り沿い（メッセサンオー同人ソフト館跡）に開店。メーカーや作品、作家とのコラボレーションによるグッズ類の販売とカプセルトイコーナーで構成されていた。2013年2月に閉店し、跡地はメロンブックス秋葉原2号店となっている。 |
| 東京都   | 千代田区（水道橋） | 水道橋店                     | 2000年10月14日 | フューチャービー東京を吸収。2001年9月9日閉店。 |
| 東京都   | 豊島区（池袋）     | 池袋店（初代）               | 1996年7月      | 1996年7月に池袋店として開店。2002年7月6日から池袋本店に名称変更、でじこやも併設。出店していたビルの工事・閉鎖のため2006年1月に閉店。建物自体は、一部のテナントが立ち退かなかったため、2011年初頭まで存在していた。 |
| 東京都   | 豊島区（池袋）     | 池袋本店                     | 2002年7月6日   | 1996年7月に池袋店として開店。2002年7月6日から池袋本店に名称変更、でじこやも併設。出店していたビルの工事・閉鎖のため2006年1月に閉店。建物自体は、一部のテナントが立ち退かなかったため、2011年初頭まで存在していた。 |
| 東京都   | 豊島区（池袋）     | でじこや池袋店               | 2002年7月6日   | 1996年7月に池袋店として開店。2002年7月6日から池袋本店に名称変更、でじこやも併設。出店していたビルの工事・閉鎖のため2006年1月に閉店。建物自体は、一部のテナントが立ち退かなかったため、2011年初頭まで存在していた。 |
| 東京都   | 豊島区（池袋）     | 池袋店（2代目）              | 2008年3月      | 2008年3月にアニブロゲーマーズとして再出店。2006年1月に当時の池袋本店が閉店して2年2ヶ月ぶりの池袋再進出となる。 2020年3月下旬に移転のため同年1月31日に閉店し、2月4日より仮店舗で営業していた。 |
| 東京都   | 豊島区（池袋）     | ゲーマーズ池袋ミクサ         | 2020年6月10日  | 2代目池袋店が閉店し、シネマサンシャイン池袋跡地のMixalive TOKYOの4階にある「Store Mixa」へ店舗を移転し2020年6月10日に『「BanG Dream! & D4DJ Store」Supported by GAMERS』としてオープンした。その名の通り、扱っているグッズをBanG Dream!（派生作品であるfrom ARGONAVISも含む）とD4DJに特化していた。後に現店名に変更され、ブシロード商品に特化した店舗となったが、2025年1月13日に閉店。 |
| 東京都   | 渋谷区             | 渋谷店（初代）               | 不明           | 109ディスクマップ内。1997年12月ディスクマップ倒産により閉店。 |
| 東京都   | 渋谷区             | 渋谷店（2代目）              | 2002年6月28日  | 東急百貨店東横店前、でじこやも併設。2003年3月2日閉店。 |
| 東京都   | 渋谷区             | でじこや渋谷店               | 2002年6月28日  | 東急百貨店東横店前、でじこやも併設。2003年3月2日閉店。 |
| 東京都   | 渋谷区             | 新宿店                       | 1997年         | 2009年3月に新宿南口新宿サンセイビル（渋谷区代々木）4階へ店舗を移転した。2008年8月にアニブロゲーマーズに業態変更。2021年7月31日閉店。 |
| 東京都   | 立川市             | 立川店                       | 2000年10月21日 | 2004年1月10日に立川駅前より移転。2008年8月にアニブロゲーマーズに業態変更。2015年4月に「ASAMIビル」へ店舗移転。2019年9月30日閉店。 |
| 東京都   | 町田市             | 町田店                       | 2001年7月25日  | 2008年5月に旧アニメイト町田店があった場所に移転、アニブロゲーマーズに業態変更。2023年7月2日閉店。 |
| 千葉県   | 松戸市             | 松戸店                       | 不明           | ピアザ松戸地下。1999年12月頃閉店。現在はアニメイト松戸。 |
| 千葉県   | 船橋市             | ららぽーと船橋店             | 2004年4月24日  | 松戸店閉店以来の千葉進出だったが、2007年7月22日閉店。 |
| 千葉県   | 習志野市           | 津田沼店                     | 2009年8月21日  | モリシア津田沼5階にオープン。千葉県では3度目の進出となる。モリシア津田沼が2025年3月30日に閉館したことから、同日に閉店した。 |
| 神奈川県 | 藤沢市             | 藤沢店                       | 1998年以前     | フランチャイズ店だったが、運営していたトーワジャパンの破産により1999年5月閉店。現在はアニメイト藤沢。 |
| 神奈川県 | 横浜市             | 横浜店                       | 1999年3月13日  | 2008年8月にアニブロゲーマーズに業態変更。出店していたビルの老朽化に伴う入居テナントへの退店要請をうけ2023年11月12日に閉店。 |
| 長野県   | 長野市             | 長野店                       | 1998年以前     | 2004年2月22日閉店。 |
| 石川県   | 金沢市             | 金沢店                       | 2001年2月22日  | 初のフランチャイズ店だった。2008年8月31日閉店。 |
| 静岡県   | 浜松市             | 浜松店                       | 2005年3月19日  | フランチャイズ契約終了に伴い、2008年11月30日閉店。 |
| 京都府   | 京都市             | 京都店                       | 1996年12月12日 | ナムコワンダータワー6階に開店。2003年6月20日に寺町京極にあるビル4階、5階に移転。2008年8月にアニブロゲーマーズに業態変更。2012年6月16日、リニューアルに伴い4階ワンフロアのみになる。5階はカードラボ（C-labo）が入居。2019年1月31日閉店。 |
| 京都府   | 京都市             | ブラックゲーマーズ京都店     | 2012年2月4日   | 土産専門店として京都店から徒歩でアクセス出来る距離にあった。2012年4月8日閉店。閉店後しばらくは京都店においてブラックゲーマーズコーナーが設置されていた。 |
| 大阪府   | 大阪市             | 梅田店                       | 2002年9月13日  | JR東西線北新地駅大阪駅前第3ビルB1F。2008年8月にアニブロゲーマーズに業態変更。2021年7月31日閉店。 |
| 大阪府   | 東大阪市（布施）   | セガゲーマーズ布施店         | 不明           | セガゲーマーズの2店目だった。 |
| 兵庫県   | 神戸市             | 神戸三宮店                   | 2001年7月1日   | 2010年12月11日にセンタープラザ西館3F（移転当時、アニメイト三宮店の向かい側だった）に移転。2024年1月8日閉店。 |
| 岡山県   | 岡山市             | 岡山店                       | 2002年7月12日  | 2009年1月18日閉店。 |
| 香川県   | 高松市             | 高松店                       | 2004年6月11日  | 四国唯一の店舗で、地元企業の株式会社エムジー開発の運営だった。2008年8月31日に閉店。 |
| 福岡県   | 福岡市（天神）     | でじこや                     | 2001年11月25日 | 2003年2月20日に博多店内に移転。 |

### ギャラリー

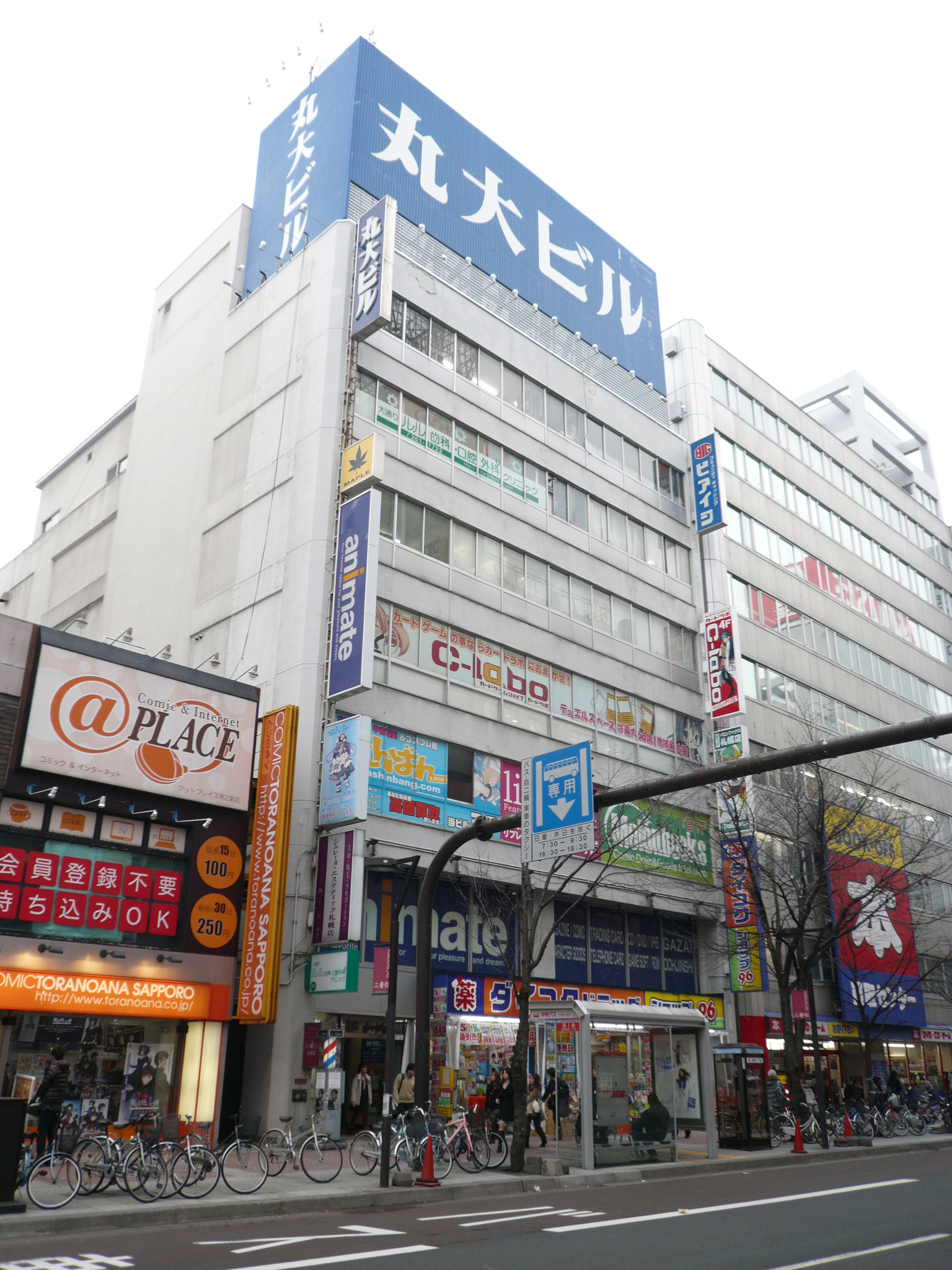
札幌店･4代目 （丸大ビル5階）
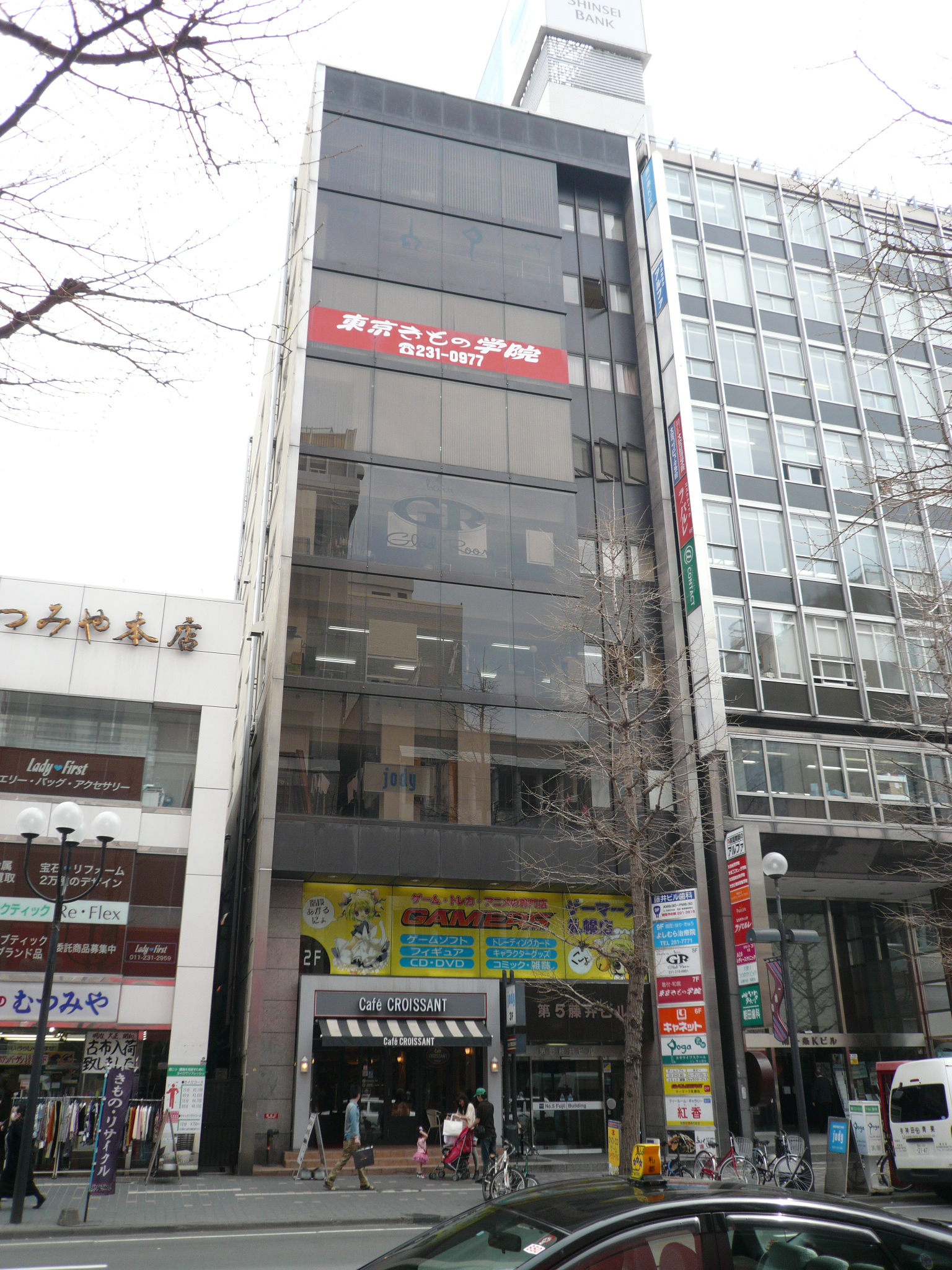
旧札幌店･3代目 （第5藤井ビル2階）
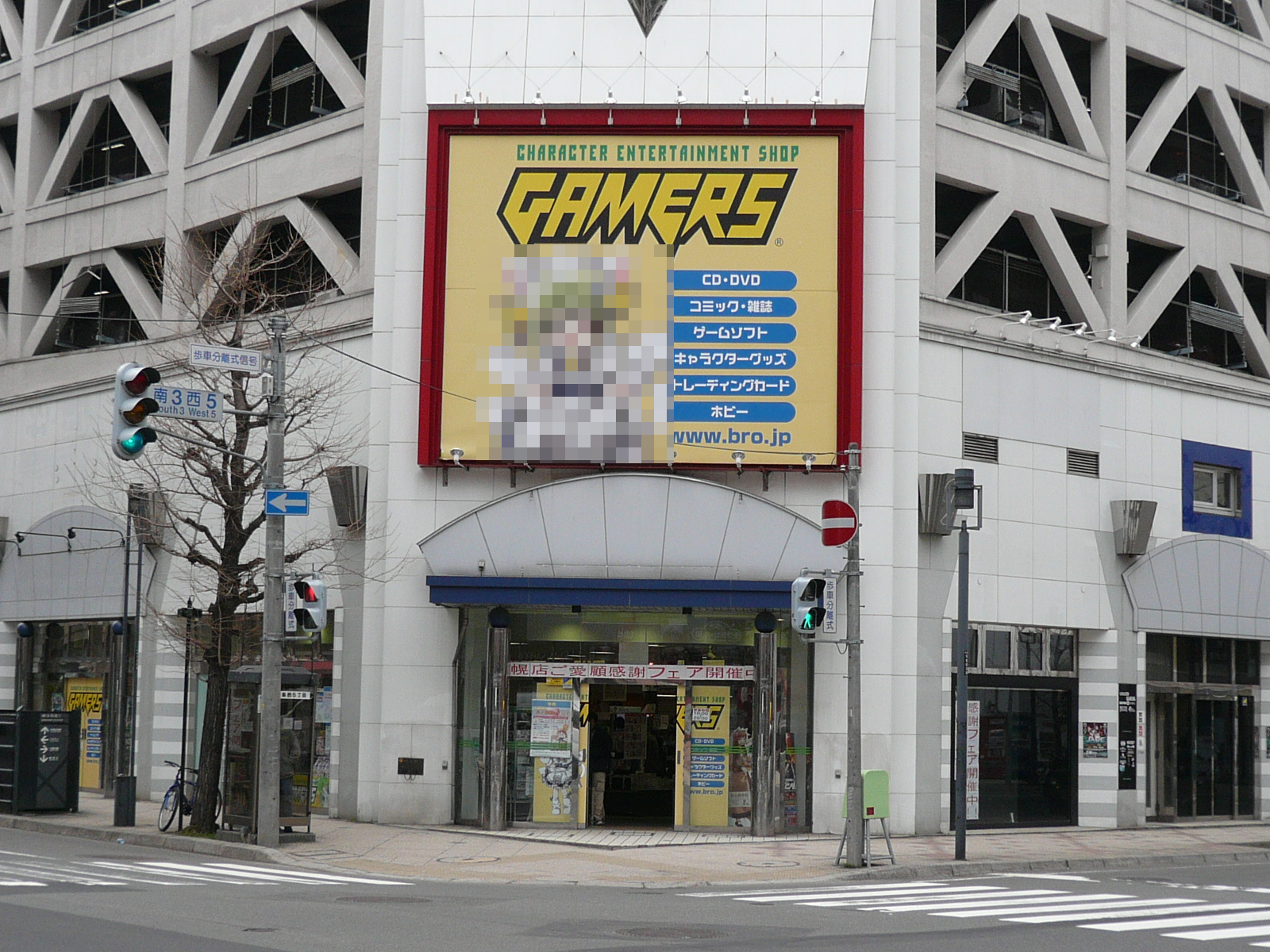
旧札幌店･2代目 （パラカパーキング101ビル1階）
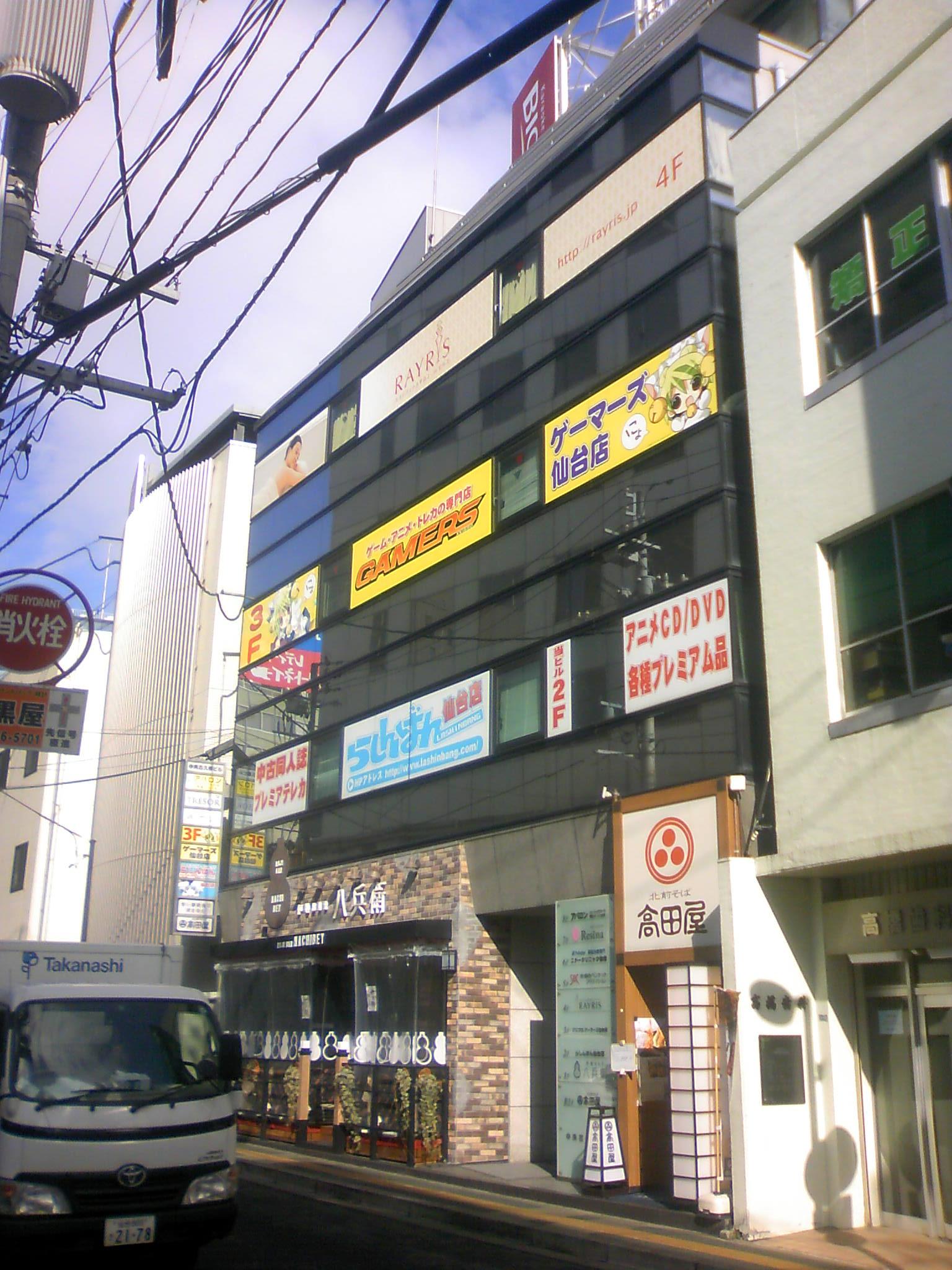
旧仙台店 （中央古久根ビル3階）
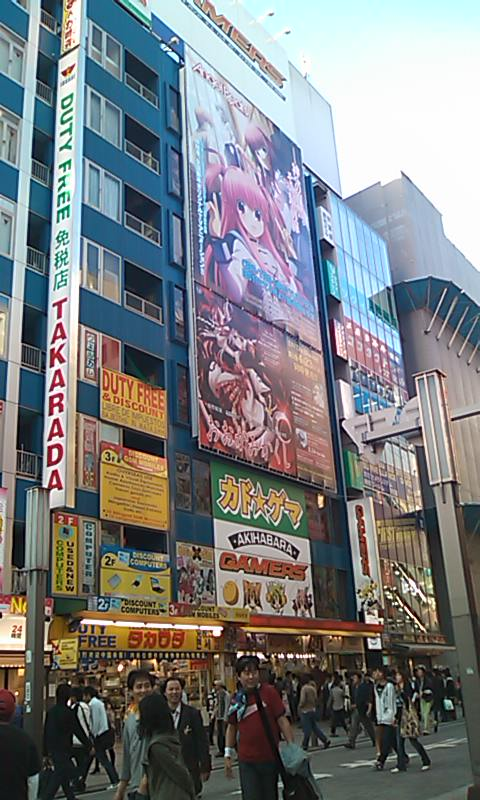
AKIHABARAゲーマーズ （宝田無線電機本店ビル1～7階）
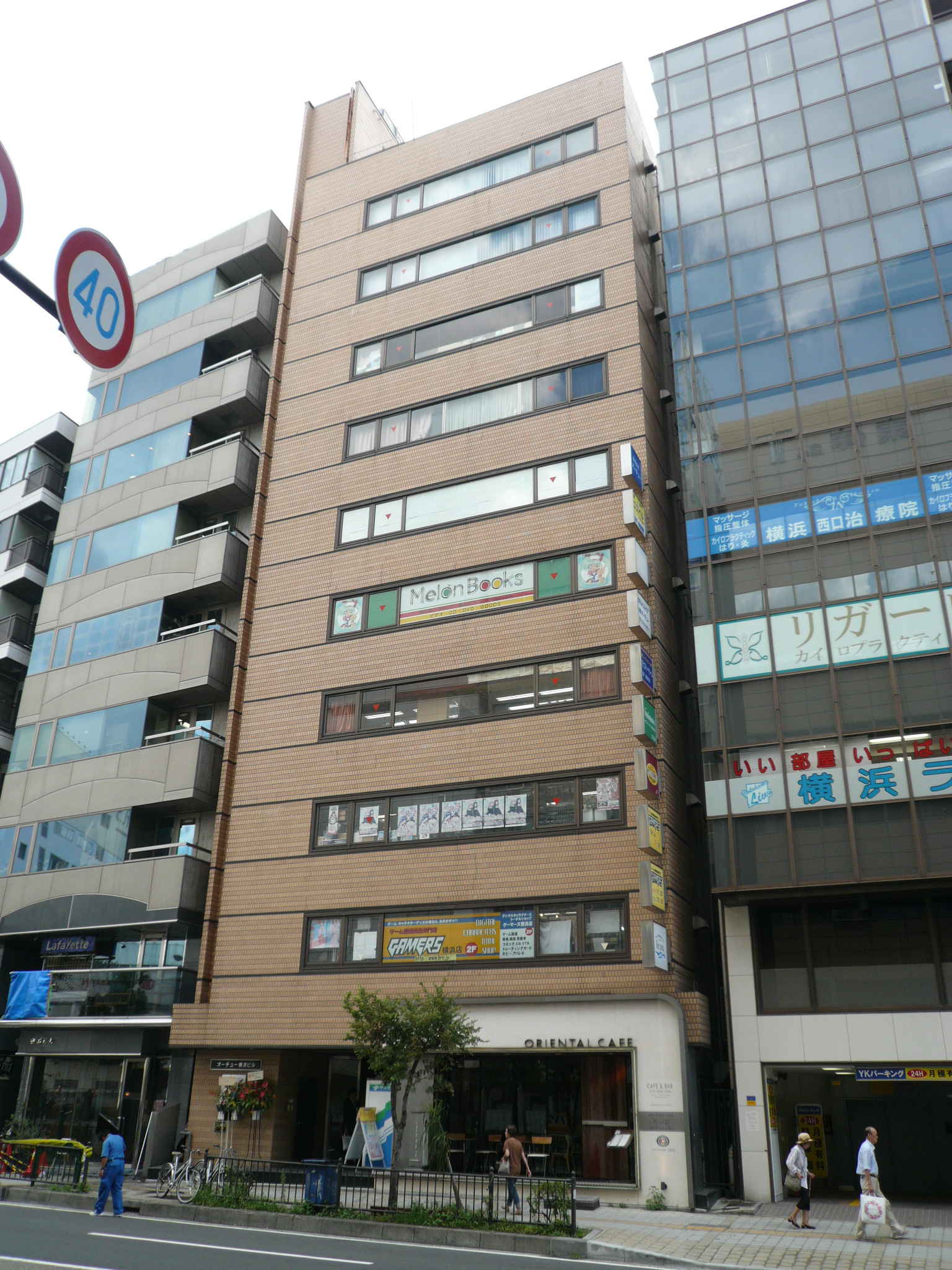
横浜店 （オーチュー横浜ビル2･3階）

## 内装
ほぼ全ての店舗で声優の顔やアニメキャラクターの顔のある踏み絵（床広告）を設置してある。踏み絵は親会社であるアニメイトの店舗にも設置されることも多く、人の顔の床広告を行っている会社は稀である。

## ゲーマーズ・ガーディアン・フェアリーズ
ブロッコリーの企画の一環として、ゲーマーズの各店舗にはそれを守護するための妖精としてゲーマーズ・ガーディアン・フェアリーズ (G.G.F) が割り当てられている。ただし、配置された後に店舗の新設や統廃合が相次いだため、配置されていない店舗や、守護対象の店舗が現在はなくなっている妖精も存在する。

## カードキングダム
ゲーマーズ本店8階は「カードキングダム」となってトレーディングカードゲーム販売、及びデュエルスペースが設置されている。店舗でのカードゲームのイベント等は徳島店から始まっており、今後さらに全国的に展開を予定している。

## 通信販売
Webサイトにて実施。過去には「ゲーマーズweb店」という名称でゲーマーズのオンラインショッピング版として存在していたが、店頭での料金、サービスと乖離していたため、2005年10月に実情に合わせ「ゲーマーズ通信販売」へとリニューアルされた。また2012年4月16日に「ゲーマーズ オンラインショップ」に名前をリニューアルした。
自社製品の販売に力を入れているほか、主催するイベントのチケットは店頭ないしは通信販売のみにて販売されることが多い。また、1,000円ごとに1ポイントが貯まり、様々な景品と交換可能なポイントシステムもある。ただし、ゲーマーズ通信販売のポイント販売はゲーマーズ店頭で利用できるゲーマーズポイントカードとはリンクしておらず、ポイントの合算は行えなかったが、後述の通り、通信販売のアカウントに統合される形で一本化された。
配送センターは一時期アニメイトと同居の川崎市に置かれていたが、2021年に市川市に分離移転した。アニメイトと同居の時代も今でも発送者名義は「株式会社アニメイト（ゲーマーズオンライン）」となっており、納品書のレイアウトもアニメイトオンラインショップ発行のものと類似している。
配送先は、自宅（ユーザー指定住所）のほか、ゲーマーズ各店、一部のアニメイト・メロンブックス店舗でも受け取りが可能。
通信販売リニューアル時に「送料無料」のキャンペーンを行ったにもかかわらず、一部で送料を徴収するシステムミスを起こしたことがある。その際、Webサイト上での「お詫び」文章に謝罪は一切なく、事の説明と一律な対応をとる旨を記載するのみであり、購入者の同意を得ない強硬な対応だとして顧客に対する姿勢が問われた。
2025年初頭から、代引き決済、後払い決済が出来なくなり、クレジットカード決済のみとなった。

## フロゲー（フロムゲーマーズ）
無料配布情報誌、当初の誌名は「フロムゲーマーズ」で公式な略称は「フロゲ」。2006年11月10日発行分をもって100号を迎えた。2008年1月20日配布号からは「フロムゲーマーズホット」「フロムゲーマーズクール」に変更され、交互に刊行される月2回刊行となった。前者が他社製品・コンテンツを中心に紹介するのに対し、後者は専らブロッコリー関連コンテンツを扱っている。2009年1月からは月1回、毎月20日の刊行となっている。
「フロムゲーマーズ」にはブロッコリー関連商品のほか、ゲーマーズで取り扱う商品の情報などが掲載されている。最新号は店頭で無料で手に入れられるほか、場合によっては商品購入時に同時に添付される。
2016年9月から名称が「フロゲー」に変更されたが、2019年5月20日発行号にて、定期発行が終了された。
2020年12月30日から2021年1月11日まで「令和のデ・ジ・キャラットまつりinゲーマーズ」を開催。フロゲー特別号が配布された。

## ポイントカード制度
ゲーマーズ独自のポイントシステムとして、店頭での購入時に発行できる「ゲーマーズカード」がある。これは全店で999円（開始当初は1,000円）購入ごとに1ポイントが発行され、その累積したポイントを消費する形で限定商品・イベントチケット等と交換することができるものである。限定商品との交換については、ゲーマーズでは定期的に「ポイント交換祭」が行われており、テレフォンカードや時計、グッズなど、数十種類の対象商品から選択できるようになっている。ただし、このカードおよびポイントはゲーマーズ通信販売では利用することができなかった。年会費は無料。2008年6月2日よりカードが変更され、999円未満の購入金額は次回にプールされる。旧電磁式カードからの移行は2009年6月2日にて終了している。実装当初は、1枚30ポイントの紙製スタンプカードだった。
2019年8月19日より、ポイントカードがWeb上に移行し、通信販売のアカウントに物理カードの情報を登録する形で移行・統合、2020年5月31日をもって店舗での物理カードの取扱を終了した。通信販売のマイページに「ゲーマーズカード」のバーコードが表示され、スマートフォンなどで当該ページのバーコードを表示し、それを物理カードと同様に店員に提示して読み取らせることで使用できる。カードの下には現在時刻がミリ秒単位で表示・リアルタイム更新されており、印刷やスクリーンショットなどでは利用できない。

### ロムゲーマーズ
ポイントカードで交換できる限定商品の中にゲーマーズからのお楽しみCD・ROM『ROM GAMERS』（ロムゲーマーズ）があった。CD・ROMの中にはブロッコリーが関わっているアニメ、ゲーム、アクエリアンエイジの特集、声優が出演する特典映像などが収録されている。
1. 7月号 JULY 2001（創刊号）
  - ゲーマーズTV CM集など
2. SEPTEMBER 2001
  - 司会:真田アサミ、ゲスト:氷上恭子の映像など
3. NOVEMBER 2001
  - 司会:真田アサミ、ゲスト:沢城みゆきの映像など
4. JANUARY 2002
  - 司会:真田アサミ、ゲスト:サエキトモの映像など
5. April 2002
  - 司会:真田アサミ、ゲスト:新谷良子、小暮英麻の映像など
6. July 2002
  - 司会:真田アサミ、ゲスト:鳥海浩輔、鈴木千尋の映像など

## クレジットカード
Web上およびゲーマーズ店頭から申し込みが可能なクレジットカードとして「ブロッコリーマスターカード」がある。有効期限はなく、発行手数料が無料であるほか、年1回以上の利用で年会費も無料となる。クレジット審査を通過するか否かにかかわらず、申し込み時に特典グッズが1点送られてくるほか、5・15日にゲーマーズ店頭で提示するとポイントが倍付けとなるなどの特典が用意されていた。ただし後者については2006年6月18日頃に行われたゲーマーズ・メールマガジン購読によるポイント倍付けサービスの終了とともに休止されている。
このカードはサラ金カードの1つであり、ブロッコリーではなく消費者金融のアイフルが契約先となっている。
店舗での決済では、Visa・MasterCard・JCB・アメリカン・エキスプレス・セゾンカード・オリコカードの利用が可能。また一部の店舗では「非接触型決済サービス」として、iDによる支払いも可能だったが、ムービック（アニメイト）が非接触型決済サービスによる支払い契約をしていないために「アニブロゲーマーズ」や「アニメイト」に業態変更された店舗では全て利用停止となった。

## 電子マネー
関東地区の一部店舗でSuicaショッピングサービスが、関西地区の全店舗でICOCA電子マネーが導入されている。